# شیر کوهی (سرده)
شیر کوهی (نام علمی: Puma) نام یک سرده از زیرخانواده گربه‌ایان کوچک است.

## گونه‌ها
- شیر کوهی (کارل لینه, ۱۷۷۱) – Cougar
- †Puma pardoides (ریچارد اوون, ۱۸۴۶) – Owen's Panther
- گربه اِیرا (اتین ژفروآ سن-ایلر, ۱۸۰۳) – Jaguarundi